# Коронас-І

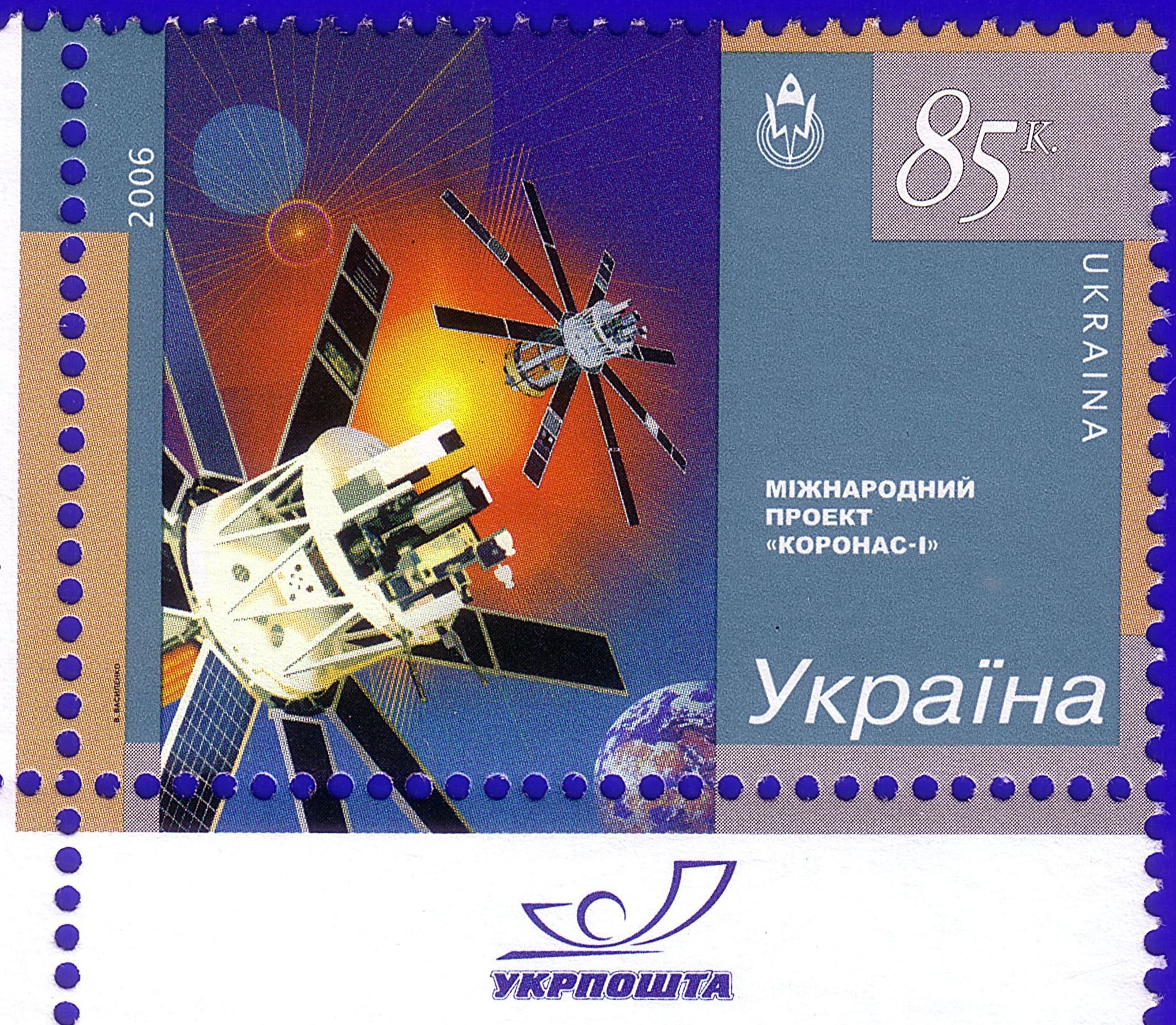

«Коронас-І» — комплексний міжнародний астрофізичний експеримент з вивчення Сонця. Запущений на орбіту 2 березня 1994 року та пропрацював декілька місяців.
Комплексний міжнародний експеримент «Коронас-І» (Комплексні Орбітальні Навколоземні Спостереження Активності Сонця — ІЗМІРАН) здійснювався з борту спеціально розробленого для цих цілей нового космічного апарата АУОС-СМ-КІ-ІК. Головною організацією, відповідальною за реалізацію наукової програми, є Інститут земного магнетизму, іоносфери і поширення радіохвиль АН Росії (ІЗМІРАН). Експеримент проводився в рамках програми «Інтеркосмос» на одному космічному апараті.
Проект «КОРОНАС-І» розвивався в рамках програми «Інтеркосмос». У підготовці наукової програми, розробки та виготовлення бортових приладів і наземних засобів брали участь організації, науковці та фахівці Болгарії, Німеччини, Польщі, Росії, України, Чехії та Словаччини. Останнім часом до участі в реалізації наукової програми «КОРОНАС-І», як результат розширення міжнародних зв'язків, у тому числі наукових, приєдналися організації, науковці та фахівці таких країн, як Англія, Бразилія, США, Франція і Японія. Можливе приєднання інших країн.
Космічний апарат «КОРОНАС-І» призначений для вивчення фізичних процесів, що протікають на поверхні і в атмосфері Сонця, а також для вивчення надр Сонця. Основними науковими завданнями космічного апарата є:
- З'ясування механізмів перенесення та накопичення енергії у верхній атмосфері Сонця.
- На основі комплексного вивчення сонячної спалаху визначення механізму виділення енергії та його місцезнаходження в активній області.
- Визначення спектрометричним методами параметрів спалахової плазми на різних етапах її розвитку.
- Спостереження в різних діапазонах спектрів, включаючи радіодіапазон, викидів плазми під час потужних сонячних спалахів.
- Детальне вивчення механізмів прискорення енергійних часток під час спалахів.
- Вивчення надр Сонця методами геліосейсмології.

Перед сонячною фізикою в наш час[коли?] стоять два фундаментальні завдання. Перше з них пов'язане з внутрішньою будовою Сонця. Експерименти Девіса, що проводилися довгі роки з вивчення внутрішньої будови Сонця за допомогою реєстрації сонячних нейтрино показали, що існуючі наукові теорії дають неправильну картину внутрішньої будови зірок і, зокрема, Сонця. Потрібен новий незалежний спосіб дослідження сонячних надр. Ним став метод геліосейсмології, що дозволяє за спектром власних коливань визначати профіль температури усередині Сонця, швидкість обертання, а також отримувати інформацію про магнітні поля і неоднорідності.
Друге фундаментальне завдання проекту «КОРОНАС» — дослідження сонячної активності, її механізмів і впливу на навколоземний простір. У наш час[коли?] перед людством постає все більше екологічних проблем, пов'язаних з технічною діяльністю людини. Але при вивченні цих проблем і заходів боротьби з ними досить часто забувають про те, що Земля, її атмосфера, іоносфера і магнітосфера не є замкнутою системою і схильні до зовнішнього впливу, перш за все Сонця. Наприклад, проблему озонової дірки треба вивчати лише з урахуванням впливу активності Сонця на озоновий шар.
Вивчати Сонце тільки наземними засобами неможливо, тому що інформація, що отримується в оптичному діапазоні недостатня для того, щоб представити повну картину фізичних процесів. Крім того, коливання атмосфери Землі мають ту саму частоту, що і поверхня Сонця. З метою всебічного і систематичного вивчення Сонця комплекс апаратури проекту «КОРОНАС» складений таким чином, щоб охопити якомога ширший діапазон електромагнітного спектру.
Космічний апарат АУОС-СМ-КІ-ІК («КОРОНАС») був розроблений у ДП "КБ «Південне» ім. М. К. Янгеля і виготовлений на Південному машинобудівному заводі (м. Дніпропетровськ, Україна). Він являв собою уніфіковану платформу (базовий КА АУОС-СМ), що складається з комплексу бортових систем та елементів конструкції і є базовою для створення спеціалізованих КА шляхом оснащення її спеціальним бортовим комплексом відповідно до призначення КА.
До складу комплексу наукової апаратури проекту «КОРОНАС-І» входили:
- Комплект апаратури для реєстрації рентгенівського і гамма випромінювання Сонця.
- У їх числі сонячний рентгенівський телескоп-коронограф Терек (отримання зображення Сонця в м'якому рентгенівському та видимому діапазонах довжин хвиль)
- апаратура Гелікон (комплексне вивчення спалахової активності Сонця в рентгенівських і гамма-променях з високим тимчасовим і енергетичним дозволом)
- рентгенівський спектрометр ІРИС (вивчення рентгенівських провісників спалаху в м'якому енергетичному діапазоні і тимчасової структури жорсткого рентгенівського випромінювання в імпульсної фазі спалаху),
- рентгенівський спектрополяриметр РЕС-К (вивчення сонячної корони), апаратура ДІОГЕНЕСС (Діагностика Енергетичного Стану сонячних спалахів — комплексна діагностика процесів *виділення і розсіювання енергії в сонячних спалахах і визначення основних параметрів плазми спалахів)
- амплітудно-часовий аналізатор спектру АВС (дослідження характеристик потоків жорсткого рентгенівського і гамма-випромінювання від сонячних спалахів).
- Комплект апаратури для реєстрації ультрафіолетового випромінювання Сонця в складі ультрафіолетового радіометра СУФР-Сп-К (вимірювання інтенсивності випромінювання Сонця в далекій ультрафіолетової області) і вакуумного ультрафіолетового спектрометра ВУСС (вимірювання спектральної характеристики іонізованої області випромінювання Сонця).
- Сонячний фотометр ДІФОС для дослідження глобальних коливань інтенсивності сонячного випромінювання з високою точністю (рішення завдань геліосейсмології).
- Сонячний радіоспектрометр Сорс (дослідження механізмів генерації сонячного радіовипромінювання в діапазоні частот 30 Кгц — 20 МГц).
- Спектрометр космічних променів СКЛ (вивчення сплесків космічних променів і обумовлених ними явищ).
- Трикомпонентні магнітометр ІМАП-5 (реєстрація магнітного поля Землі в широкому динамічному діапазоні).
- Система збору та передачі на Землю наукової інформації ССНІ.

Для прийому інформації з борту космічного апарата використовували такі приймальні пункти: Нойштреліц (Німеччина), Таруса (Інститут космічних досліджень АН Росії), Троїцьк (ІЗМІРАН), Ведмежі озера (ОКБ МЕІ). Передача команд для приладу ДІОГЕНЕСС здійснювалася зі станції Панська Вага (Чехія).
До складу уніфікованого бортового комплексу входили командно-програмно-траєкторні радіолінії, система електроживлення (сонячні і хімічні батареї), експериментальна сонячна енергоустановка, система регуляції теплового режиму, система орієнтації та стабілізації космічного в польоті, штанги для розміщення антен і наукової апаратури.